# Helichrysum altigenum
Helichrysum altigenum là một loài thực vật có hoa trong họ Cúc. Loài này được Schltr. & Moeser mô tả khoa học đầu tiên năm 1910.